# PGC 62097
LEDA/PGC 62097, auch UGC 11289, ist eine Spiralgalaxie vom Hubble-Typ Sb im Sternbild Herkules am Nordsternhimmel. Sie ist schätzungsweise 187 Millionen Lichtjahre von der Milchstraße entfernt und hat einen Durchmesser von etwa 95.000 Lichtjahren. Vom Sonnensystem aus entfernt sich das Objekt mit einer errechneten Radialgeschwindigkeit von näherungsweise 4.000 Kilometern pro Sekunde.
Sie ist die Hauptgalaxie der sechs Mitglieder umfassenden Lyons Groups of Galaxies LGG 421. Im selben Himmelsareal befinden sich unter anderem die Galaxien NGC 6660, PGC 62086, PGC 1662795, PGC 2811104.

## UGC 11289-Gruppe (LGG 421)
| Galaxie   | Alternativname | Entfernung/Mio. Lj |
| --------- | -------------- | ------------------ |
| UGC 11289 | PGC 62097      | 187                |
| NGC 6641  | PGC 61935      | 193                |
| NGC 6658  | PGC 62052      | 175                |
| PGC 62160 | UGC 11302      | 191                |
| PGC 61979 | UGC 11261      | 184                |
| PGC 61918 | UGC 11246      | 194                |